# Мілка Трніна
Мілка Трніна (хорв. Katarina Milka Trnina; 19 грудня 1863 року — 18 травня 1941 року) — видатна хорватська оперна співачка, драматичне сопрано. Критики та публіка високо оцінювали її голос та акторську майстерність, що виявилися під час виконання ролей у творах німецьких та італійських композиторів. У 1906 році була змушена залишити сцену через хворобу.

## Біографія
Катарина Мілка Трніна народилася в селищі Везішче (община Криж) у родині мельника. Навчалася співам у приватного педагога Іди Вімбергер Бркіч у Загребі (1876—1879 рр.), згодом — у Віденській консерваторії у Йозефа Генбахера. Дебютувала на сцені Загребського оперного театру 11 травня 1882 року, виконувала арію Амелії в опері Верді «Бал-маскарад».

## Кар'єра
У постійній трупі Трніна почала працювати в Лейпцигу, згодом у 1884 році перейшла в оперну трупу Грацу. Тут вона виступала два сезони, вдосконалюючи сценічну майстерність.
Диригент Антон Зейдль, вражений потенціалом Трніни, рекомендував її бременській опері як заміну іншій відомій співачці Катарині Клафскі. В Бремені Трніна вперше взяла участь у постановці вагнерівського циклу «Перстень Нібелунга». В 1890 році її запросила Мюнхенська королівська опера, виступаючи на сцені якої протягом кількох років, Трніна зміцнила свою репутацію співачки вищого класу і виявила себе чудовою виконавицею вагнерівських опер. З великим успіхом Трніна виступала також і в партії Леонори в опері Бетховена «Фіделіо».
В 1896 році в Бостоні відбувся північноамериканський дебют Мілки Трніни. Вона виконала партію Брунгільди в опері «Валькірія». В 1898 році вона вперше заспівала на сцені лондонського Ковент-Гардена, виконавши партію Ізольди в опері «Трістан та Ізольда». Її виступи в Королівській опері продовжувалися до 1906 року, Трніна взяла участь у 98 оперних спектаклях.
В 1899 році Трніна виконала партію Кундрі в опері «Парсіфаль» на Байройтському фестивалі.
27 січня 1900 року Мілка Трніна дебютувала в Метрополітен-опера в Нью-Йорку. Вона виконала партію Елізабет в «Тангейзері».
Відомим став виступ Трніни в 1901 році в головній партії опери Джакомо Пуччіні «Тоска». В попередньому році Трніна вперше виконала партію Флорії Тоски в Лондоні, Пуччіні, який був присутнім на спектаклі, назвав її виконання ідеальним. Це зробило Трніну найбільш відомою в англомовному світі виконавицею цієї партії.

## Завершення кар'єри
В 1906 році Мілку Трніну спіткав параліч м'язів обличчя. Постраждала зона навколо очей. Трніна була змушена залишити сцену, перебуваючи у чудовій професійній формі. Востаннє співачка вийшла на професійну сцену в мюнхенському Театрі Принца Регента (нім. Prinzregententheater). Вона виконала партію Зіґлінди в вагнерівській опері «Валькірія».

## Після завершення кар'єри
Декілька років Мілка Трніна викладала співи в нью-йоркській Джульярдській школі, згодом повернулася до Загреба. В Хорватії Трніна продовжувала викладати, найбільш відомою її ученицею стала зірка Метрополітен-опера Зинка Миланова.
Мілка Трніна померла 18 травня 1941 року в Загребі від запалення легень. Вона просила, щоб її похорон відбувся до полудня, без будь-яких надгробних промов під звуки хорватського національного гимну.

## Цікаві факти
На честь Мілки Трніни названо водоспад на Плитвицьких озерах, а також нагороду хорватської асоціації музичних митців.
За деякими твердженнями, на честь Мілки Трніни названо відомий швейцарський шоколад Milka,.
Мілка Трніна виступала в Москві перед російським імператорським подружжям з нагоди коронації Миколи II. Велика діамантова брошка з рубінами, яку Мілці Трніні подарував імператор, зберігається в загребському музеї мистецтв та ремесел.

## Особисте життя
Мала лесбійські стосунки з художницею Настею Ройц.